# Абдрахман Саади
Абдрахман Саади, Габдрахман Сагди (Габдрахман Гайнанович Сагдиев; 27 марта 1889, Таймеево, Уфимская губерния — 6 ноября 1956, Самарканд) — советский востоковед, специалист в области истории татарской и узбекской литературы.
Брат — писатель Мухаметхади Сагди.

## Биография
Родился в татарской деревне Таймый — Таймеево Златоустовского уезда Уфимской губернии (ныне Салаватского района Республики Башкортостан) в семье преподавателя (мударриса) медресе.
Учился в медресе «Мухаммадия» (по другим данным — в медресе «Расулия») города Троицка Оренбургской губернии, где изучал арабский, персидский, турецкий языки. В 1908 году поступил на филологический факультет Стамбульского университета. После окончания учёбы (1911 год) он несколько лет работает преподавателем в школах Актюбинска и Алма-Аты. С 1913 года педагог находится под постоянным контролем жандармерии, а в 1914 году его вынуждают покинуть пределы Туркестана. Г.Сагди переезжает в Екатеринбург и продолжает заниматься преподаванием. Одновременно он начинает исследовать различные вопросы татарской литературы и пишет несколько статей, которые выходят в оренбургском журнале «Шура».
Учительствовал до 1917 года.
В период революционных событий 1917 года Г. Сагди живёт в городе Бугульма и с первых дней советской власти активно участвует в подготовке учителей для новых татарских школ: преподает (до 1921 года) на четырёхлетних татаро-башкирских педагогических курсов в Бугульме, преподает татарский язык и литературу, активно пишет для областной газеты «Якты юл», в 1921—1925 годах — в узбекских мужских и женских институтах просвещения, в Туркестанском государственном университете.
В эти годы он пишет множество статей по вопросам татарского литературоведения, которые выходят в местных и казанских изданиях. Осенью 1925 года народный комиссариат просвещения Татарской АССР по инициативе Галимджана Ибрагимова приглашает Сагди в Казань. Сагди работает сначала в Татарском коммунистическом университете, а затем в Восточном педагогическом институте. Среди его учеников были будущие известные литературоведы — Гумер Гали, Гумер Тулумбайский.
В этот период Габдрахман Сагди пишет свои лучшие литературоведческие труды, его книги выходят одна за другой: «История татарской литературы» (1926), «Татарская литература в эпоху диктатуры пролетариата» (1930), «О символизме» (1932) и «Восемь лет Октября». Татарская литература" (1925), «Татарская театральная литература и история её развития» (1926), «Соединение литературы с обществознанием» (1926), «Опыт преподавания литературы» (1926), «Фатих Амирхан» (1926). , «В каких проповедях и как писал Саит Рамиев» (1927), литературно-научные исследования и критика в «Нашем пути» (1927), «Первый писатель татарского пролетариата — Г. Колахметов» (1927), «О Кандалы», «Новые материалы из древней татарской литературы» (о творчестве Маулы Колы, 1927), «Литературная критика у нас» (1927), «Галимжан Ибрагимов и его литературное творчество» (1928).
При этом Сагди придерживался принципа «партийности в литературе»: в газете «Красная Татария» 25 августа 1928 года вышла его статья «Лицо татарской интеллигенции», где критиковались преподаватели Восточно-педагогического института, посмевшие предложить изучение «чистой литературы», отделяя её от политики. Одним их тех, кого Сагди упоминал, был писатель Гаяз Исхаки, к тому времени эмигрировавший.
В 1927 году получает звание доцента. Степень кандидата филологических наук ему была присвоена в 1936 году по решению Народного комиссариата просвещения Узбекской ССР без защиты диссертации. В 1929 году получает звание профессора.
В 1930 году он вновь уезжает в Среднюю Азию и посвящает свою жизнь изучению истории узбекской литературы. Отъезд Г. Саади из Казани в Среднюю Азию во многом был обусловлен началом политических репрессий в Татарстане.
До 1932 года работал в Узбекской педагогической академии (позже Узбекском государственном университете) в Самарканде, где провел большую работу по открытию и созданию кафедры узбекского языка и литературы. В 1932 году по решению Наркомпроса Узбекской ССР Г. Саади переехал в Ташкент и преподавал в педагогическом институте. В 1937—1941 и 1952—1956 годах — профессор узбекской литературы в Узбекском государственном университете в Самарканде, а в 1941—1952 годах — в Среднеазиатском государственном университете в Ташкенте.
Саади оставил большое литературное наследие на татарском, узбекском, казахском и туркменском языках. Изучал историю литературы в синхронном и диахронном аспектах, рассматривал литературный процесс в контексте развития языка, общественной мысли, просвещения, религии, науки. Автор учебников по теории литературы, морфологии и синтаксису татарского языка, по педагогике и истории методики преподавания татарской литературы, по истории узбекской, казахской, туркменской и башкирской литератур, восточной педагогике.
Награждён орденом Трудового Красного Знамени (1946). Доктор филологических наук (1949; тема диссертации: «Творчество Навои — высшая ступень узбекской классической литературы»).

## Труды
- Абдрахман Саади, История татарской литературы (на татарском яз.), Казань, 1926
- Рабочая книга по родному языку / сост. Г. Давлетшин, Г. Сагди, Х. Хусни и др. — Уфа: Башкнига, 1929. — 53 с. (башк. яз.)